# Athol (Idaho)
Athol város az USA Idaho államában, Kootenai megyében. Lakosainak száma 709 fő (2020. április 1.).

## Népesség
A település népességének változása:
| Lakosok száma | 180  | 692  | 709  |
|               | 1920 | 2010 | 2020 |

## Klíma
| J                                       | F       | M        | Á       | M       | J        | J        | A        | Sz       | O       | N        | D         |
| 89 −5 −9                                | 76 0 −8 | 113 4 −3 | 85 9 −1 | 49 15 6 | 104 18 9 | 28 26 15 | 29 25 15 | 51 19 11 | 77 10 3 | 139 1 −4 | 104 −8 −9 |
| Átlagos max. és min. hőmérséklet °C-ban |         |          |         |         |          |          |          |          |         |          |           |
| A csapadékmennyiség mm-ben kifejezve    |         |          |         |         |          |          |          |          |         |          |           |

| Angolszász mértékegységekkel             | Angolszász mértékegységekkel | Angolszász mértékegységekkel | Angolszász mértékegységekkel | Angolszász mértékegységekkel | Angolszász mértékegységekkel | Angolszász mértékegységekkel | Angolszász mértékegységekkel | Angolszász mértékegységekkel | Angolszász mértékegységekkel | Angolszász mértékegységekkel | Angolszász mértékegységekkel |
| ---------------------------------------- | ---------------------------- | ---------------------------- | ---------------------------- | ---------------------------- | ---------------------------- | ---------------------------- | ---------------------------- | ---------------------------- | ---------------------------- | ---------------------------- | ---------------------------- |
| J                                        | F                            | M                            | Á                            | M                            | J                            | J                            | A                            | Sz                           | O                            | N                            | D                            |
| 3.5 23 16                                | 3 32 18                      | 4.4 39 27                    | 3.3 48 30                    | 1.9 59 43                    | 4.1 64 48                    | 1.1 79 59                    | 1.1 77 59                    | 2 66 52                      | 3 50 37                      | 5.5 34 25                    | 4.1 18 16                    |
| Átlagos max. és min. hőmérséklet °F-ben  |                              |                              |                              |                              |                              |                              |                              |                              |                              |                              |                              |
| A csapadékmennyiség hüvelykben kifejezve |                              |                              |                              |                              |                              |                              |                              |                              |                              |                              |                              |

| J                                       | F       | M        | Á       | M       | J        | J        | A        | Sz       | O       | N        | D         |
| 89 −5 −9                                | 76 0 −8 | 113 4 −3 | 85 9 −1 | 49 15 6 | 104 18 9 | 28 26 15 | 29 25 15 | 51 19 11 | 77 10 3 | 139 1 −4 | 104 −8 −9 |
| Átlagos max. és min. hőmérséklet °C-ban |         |          |         |         |          |          |          |          |         |          |           |
| A csapadékmennyiség mm-ben kifejezve    |         |          |         |         |          |          |          |          |         |          |           |

| Angolszász mértékegységekkel             | Angolszász mértékegységekkel | Angolszász mértékegységekkel | Angolszász mértékegységekkel | Angolszász mértékegységekkel | Angolszász mértékegységekkel | Angolszász mértékegységekkel | Angolszász mértékegységekkel | Angolszász mértékegységekkel | Angolszász mértékegységekkel | Angolszász mértékegységekkel | Angolszász mértékegységekkel |
| ---------------------------------------- | ---------------------------- | ---------------------------- | ---------------------------- | ---------------------------- | ---------------------------- | ---------------------------- | ---------------------------- | ---------------------------- | ---------------------------- | ---------------------------- | ---------------------------- |
| J                                        | F                            | M                            | Á                            | M                            | J                            | J                            | A                            | Sz                           | O                            | N                            | D                            |
| 3.5 23 16                                | 3 32 18                      | 4.4 39 27                    | 3.3 48 30                    | 1.9 59 43                    | 4.1 64 48                    | 1.1 79 59                    | 1.1 77 59                    | 2 66 52                      | 3 50 37                      | 5.5 34 25                    | 4.1 18 16                    |
| Átlagos max. és min. hőmérséklet °F-ben  |                              |                              |                              |                              |                              |                              |                              |                              |                              |                              |                              |
| A csapadékmennyiség hüvelykben kifejezve |                              |                              |                              |                              |                              |                              |                              |                              |                              |                              |                              |